# La gloria di primavera

La gloria di primavera (R.373.22) est une serenata du compositeur italien Alessandro Scarlatti, sur un livret en italien de Niccolò Giuvo. L'œuvre est créée à Naples, au Palazzo Carafa della Spina, le 19 mai 1716. Cas rare à l'époque pour une œuvre de circonstance, elle est redonnée quelques jours après ; puis disparaît jusqu'à nos jours.

## Histoire
La naissance de l'archiduc Leopold le 13 avril 1716, fils de Charles VI est la cause initiale de la commande par le prince napolitain, Gaetano d'Aragona et son épouse, Aurora Sanseverino, d'une œuvre à Scarlatti. Le livret est confié à l'abbé Niccolò Giuvo, secrétaire d'Aurora qui, huit ans plus tôt, avait fourni le texte d'une autre serenata, Aci, Galatea e Polifemo de Haendel. À peine plus d'un mois après la naissance de l'enfant, la serenata est donnée.
Elle est présentée, à l’instar des oratorios, avec des décors et des costumes somptueux de Christoforo Schor et probablement une action scénique agrémentée d'effets, tel Giove (Jupiter) probablement descendu du gréement de scène, dans une machine à nuages — littéralement un deus ex machina.
Parmi les chanteurs de la création figurent le castrat soprano Matteo Sassano, incarnant le Printemps. Surnommé le rossignol de Naples, on ne sait si son air de rossignol, dans la seconde partie, est une réponse à cette réputation ou né de là. Il avait commencé sa carrière avec l'opéra de Scarlatti, Clearco in Negroponte en 1686 à l'âge de dix-neuf ans.
Quelques mois après la première de l'œuvre, le 4 novembre, l'enfant meurt.

## Rôles
- Primavera, soprano — Matteo Sassano (castrat) « il rosignuolo di Napoli »
- Estate, soprano — Margherita Durastanti
- Autunno,
- Inverno, ténor — Gaetano Borghi
- Giove, basse — Antonio Manna

La gloria di primavera n'est pourvue que d'un seul duo, mais d'un certain nombre de Cori (qui rassemblent les personnages principaux).

### Argument
La première partie est articulée en trois phases. Une première célébrant la naissance de l'héritier de l'Empire autrichien. Les saisons chantent tour à tour où son décrit les symboles impériaux (aigle, Danube…). La seconde phase est une réflexion sur le passé de guerre (Succession d'Espagne) et le temps présent de paix (Paix d'Utrecht, 1713). Enfin, une courte conclusion propose l'intervention de Jupiter pour départager les saisons qui se disputent les honneurs.
La seconde partie voit l'arrivée de Jupiter, saluée par une invocation. Le Printemps résume les arguments des saisons : conception de l'enfant (l'Été), fécondité « de la poitrine impériale » (Automne), croissance (Hiver) et la naissance (Printemps). C'est la place du fameux air évoquant le chant du rossignol dans un rythme de sicilienne.

### Première partie
- Sinfonia

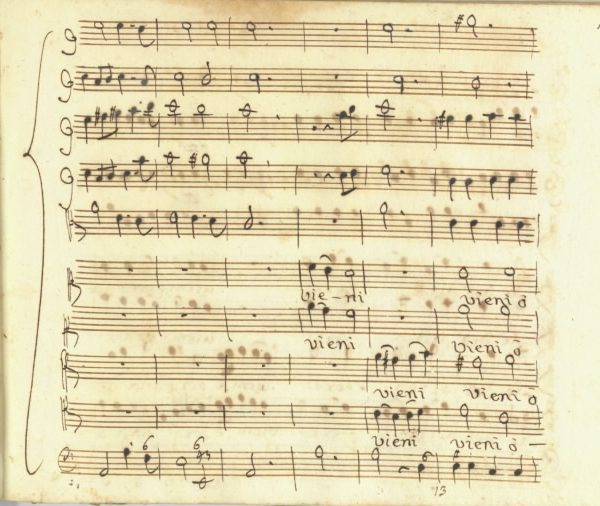
Une page du chœur finale de la première partie, « Vieni ò Re dell’alte sfere » lors de l'entrée des voix (Naples, Cantate 271 103r).

- Coro : Nato è già l’Austriaco sole
- Recitativo : Noi che a vicenda elesse
- Aria : Già fermò sull’empia ruota
- Recitativo : Non più sterili, e meste
- Aria : Più l’Aquila non teme
- Recitativo : Trasse già l’Istro altero
- Aria : Fuor dell’urna le bell’onde
- Recitativo : Nacque a noi nacque al grande genio
- Aria : Col piacer già la pace riposa
- Recitativo : Qui dunque ò mie compagne
- Coro : L’aura sussurrando
- Recitativo : Già con umido ciglio
- Aria : Solca il mar, scioglie le vele
- Recitativo : Vidi correr audaci
- Aria : Dopo l’orrore
- Recitativo : Quante volte quante volte mirai
- Aria : È più caro il fonte e’l rio
- Recitativo : Vidi anch’io con orrore più d’un Regno
- Aria : Arde il ciel saette avventa
- Recitativo : Tal virtù seco trasse
- Coro : Vieni ò Re dell’alte sfere.

### Seconde partie
La seconde partie comprend cinq phases : une nouvelle invocation de Jupiter, son éloge, un concours des saisons, fin du concours, bénédiction sur l'Empire.
- Sinfonia avanti la seconda parte

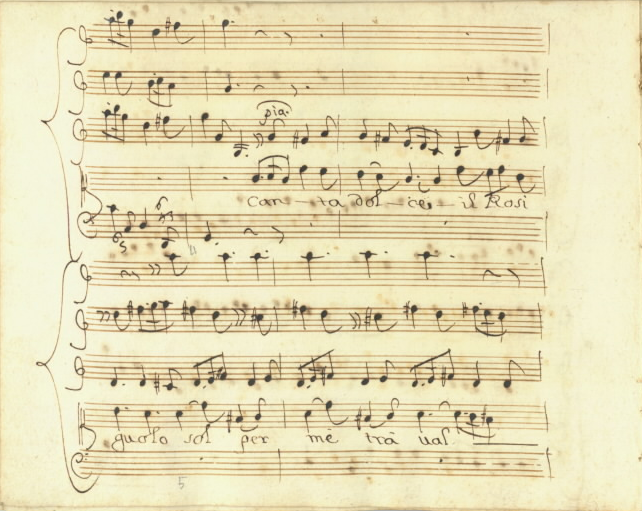
« Canta dolce il rosignuolo », aria extraite de la seconde partie. Elle emprunte son rythme à la sicilienne (Naples, Ms. Cantate 272 f° 63v).

- Recitativo : Già le nostre preghiere
- Coro: Vieni ò Re dell’alte sfere
- Recitativo : Ecco che a noi sen viene
- Aria : Voglio in perpetua calma
- Recitativo : Stanca è già la mia destra
- Coro : Se spuntò già di piacere
- Recitativo : Qual mai vi turba, o preme
- Aria : La tempesta già si desta
- Recitativo : Pria di formar le stelle
- Aria : So ben che amor di gloria
- Recitativo : Con tal favore e l’opra
- Aria : Tornò già nel mio sen
- Recitativo : Quante Provincie e Regni
- Aria : Corre l’onda vagabonda
- Recitativo : Anch’io potea di tenebrosi orrori
- Aria : Di cieco orrore e d’ombra
- Recitativo : Messi del gioir mio
- Aria : Canta dolce il rosignuolo
- Recitativo : Trassi dal nulla il tutto
- Aria : Dell’alba e dell’aurora
- Recitativo : E voi che parte aveste
- Coro : Pieno è già d’almo diletto
- Recitativo : Gran Padre delle stelle
- Aria : Sull’orme de’ grand’Avi
- Recitativo : Sì, sì, poiché a te piacque
- Duetto : Arda avvampi l’alme accenda
- Recitativo : La gloria de’ grand’Avi
- Aria : L’offra sempre in pace, e in guerra
- Recitativo : Chiaro qual nacque al mondo
- Aria : Il destin la sorte, e il fato
- Recitativo : Giove, e tu non rispondi?
- Aria : Fa che Zeffiro tra fronde
- Recitativo : Deh quell’Amor che inspira
- Coro : Conti co’ i giorni
- Recitativo : Scelsi sull’alte sfere
- Coro : Ò bell’età dell’oro.

## Manuscrits
- Naples, Conservatorio di Musica San Pietro a Majella, I-Nc (Cantate 271-272)
- Naples, Conservatorio di Musica San Pietro a Majella, I-Nc (Cantate 273-274)
- Naples, Conservatorio di Musica San Pietro a Majella, I-Nc (Cantate 275) — première partie

## Discographie
- La gloria di primavera - Diana Moore, mezzo-soprano (Primavera) ; Suzana Ograjenšek, soprano (Estate) ; Clint Van der Linde, contreténor (Autunno) ; Nicholas Phan, baryton-basse (Inverno) ; Douglas Williams (Giove) ; Philharmonia Baroque Orchestra & Chorale, dir. Nicholas McGegan (concert, 4-6/10 octobre 2015, 2CD PBP 09)[2] (OCLC 992973616 et 959560585)